# وزارة المالية والإدارة الاقتصادية (فانواتو)
وزارة المالية والإدارة الاقتصادية هي وزارة تابعة لحكومة فانواتو مسؤولة عن الإشراف على المالية العامة للبلاد.
وزير المالية الحالي هو جوني كوانابو.

## روابط خارجية
- دائرة المالية والخزانة